# Dobrinče
Dobrinče je naselje u općini Lovreć, u Splitsko-dalmatinskoj županiji. 

## Zemljopis
Naselje se nalazi istočno od Medovog Dolca, sjeverno od Zagvozda te zapadno od Poljica.

## Stanovništvo
Do 1910. iskazivano je pod imenom Dobrinci. 1869. i 1921. podaci su sadržani u naselju Medov Dolac. Prema popisu stanovništva iz 2011. godine ima 174 stanovnika.
| broj stanovnika | 154   |       | 205   | 271   | 322   | 369   |       | 413   | 356   | 381   | 373   | 404   | 264   | 309   | 208   | 174   | 170   |
|                 | 1857. | 1869. | 1880. | 1890. | 1900. | 1910. | 1921. | 1931. | 1948. | 1953. | 1961. | 1971. | 1981. | 1991. | 2001. | 2011. | 2021. |